# Luan Skuqi
Luan Shyqyri Skuqi (ur. 25 października 1951 w Kavajë) – albański polityk i matematyk, w 1997 minister edukacji i sportu.

## Życiorys
W 1975 ukończył studia matematyczne na wydziale przyrodniczym Uniwersytetu w Tiranie. Po studiach przez rok pracował jako nauczyciel w Kukësie, a następnie we wsi Lekaj i w Kavajë. W latach 1990-1991 nauczyciel szkoły średniej w Kavajë. Od 1991 związany z Demokratyczną Partią Albanii - w latach 1991-1993 kierował organizacją partyjną w Kavajë. Od roku 1991 zasiadał w Radzie Narodowej partii. W wyborach 1992 po raz pierwszy uzyskał mandat deputowanego do parlamentu. Od marca do lipca 1997 przez cztery miesiące kierował resortem edukacji i sportu w rządzie jedności narodowej, kierowanym przez Bashkima Fino. W wyborach 2001 ponownie uzyskał mandat deputowanego, w parlamencie zasiadał do roku 2013. W 2006 był członkiem parlamentarnej komisji śledczej w sprawie działalności prokuratora generalnego Theodori Sollaku.